# Donje Vranovce
Donje Vranovce (izvirno srbsko Горње Врановце) je naselje v Srbiji, ki upravno spada pod Občino Lebane; slednja pa je del Jablaniškega upravnega okraja.

## Demografija
V naselju, katerega izvirno (srbsko-cirilično) ime je Горње Врановце, živi 174 polnoletnih prebivalcev, pri čemer je njihova povprečna starost 47,9 let (45,1 pri moških in 51,5 pri ženskah). Naselje ima 72 gospodinjstev, pri čemer je povprečno število članov na gospodinjstvo 2,88.
To naselje je popolnoma srbsko (glede na rezultate popisa iz leta 2002), a v času zadnjih treh popisov je opazno zmanjšanje števila prebivalcev.
|  |

| Demografija | Demografija     | Demografija     |
| Leto        | Št. prebivalcev | Št. prebivalcev |
| ----------- | --------------- | --------------- |
|             |                 |                 |
|             |                 |                 |
|             |                 |                 |
|             |                 |                 |
| 1948        | 620             |                 |
| 1953        | 665             |                 |
| 1961        | 597             |                 |
| 1971        | 488             |                 |
| 1981        | 377             |                 |
| 1991        | 274             | 264             |
| 2002        | 223             | 207             |
|             |                 |                 |

| Etnična sestava po popisu iz leta 2002 | Etnična sestava po popisu iz leta 2002 | Etnična sestava po popisu iz leta 2002 | Etnična sestava po popisu iz leta 2002 | Etnična sestava po popisu iz leta 2002 |
| -------------------------------------- | -------------------------------------- | -------------------------------------- | -------------------------------------- | -------------------------------------- |
| Srbi                                   | Srbi                                   |                                        | 207                                    | 100,0%                                 |
| Neznano                                | Neznano                                |                                        | 0                                      | 0,0%                                   |